# Henri de Carinthie
Henri de Carinthie (né vers 1100 et mort en 1169) est un religieux franco-allemand de la fin du XIIe siècle qui fut fondateur et premier abbé de l'abbaye de Villers-Bettnach puis évêque de Troyes de 1145 jusqu'à sa mort. Il est le fils du duc Engelbert de Carinthie, de la maison de Sponheim, et d'Ute de Passau.

## Biographie

### Carrière monastique
Un soir d'août 1132, un groupe d'une quinzaine de jeunes nobles allemands vient demander le refuge à l'abbaye de Morimond, située aux frontières de la Lorraine et de la Champagne, dans lequel se trouvent Henri, fils du comte de Carinthie, Herbert de Moravie, Conrad de Thuringe, et surtout Otton de Freising, fils de Léopold III d'Autriche et d'Agnès de Franconie. Ceux-ci sont frappés par la forte sérénité qui se dégage du lieu, aussi le frère chargé de l'accueil fait appeler l'abbé Gauthier Ier, proche de Bernard de Clairvaux, et ils lui font part de leur volonté d'intégrer le monastère. Ces jeunes nobles ont reçu une formation solide, aussi l'abbé prend la décision de les faire poursuivre leurs études à Paris dans ce qui devient peu à peu le collège des Bernardins. Otton deviendra en 1138 abbé de Morimond puis évêque de Freising en Bavière. L'exemple de ces jeunes nobles ouvrira la voie à la noblesse allemande.
Henri devient donc moine à l'abbaye de Morimond, puis il est envoyé pour fonder l'abbaye cistercienne de Villers-Bettnach, dont il deviendra le premier abbé.

### Carrière épiscopale
En 1145, il est élu évêque de Troyes, où il se rapproche de sa sœur Mathilde de Carinthie, comtesse de Champagne et épouse de Thibaut IV de Blois. 
Il constate que l’abbaye de Boulancourt s’est relâchée de sa ferveur passée, aussi il se rend sur les lieux et met les religieux sous la conduite de saint Bernard qui rappelle à cette maison la bonne odeur de la piété.
Il participe volontiers à de nombreuses fondations, dotations ou confirmations d'établissements religieux, et son seing apparait souvent sur les titres et les chartes de cette époque. Par exemple, il donne à l’abbaye de Vauluisant les dîmes de Bernières. C’est également sous son épiscopat que le comte de Champagne Henri Ier, dit le Libéral, fonde l’église collégiale de Saint-Étienne de Troyes, le chapitre de Pougy et l’Hôtel-Dieu-le-Comte ; ou encore que sont fondées des communautés séculières et régulières, comme le chapitre de Saint-Nicolas de Sézanne, le Reclus, l'abbaye de Sellières, le prieuré de Foissy ou encore le prieuré de Macheret.
Il est présent à la consécration et à la dédicace de l’église du monastère de Neuvesbourg, diocèse de Strasbourg, où il fait la cérémonie avec Burchard, évêque de Strasbourg.
Pendant sa carrière, Henri s'est lié avec de grands hommes de son époque, comme Bernard de Clairvaux, Pierre Comestor, dit aussi Pierre la Mangeur, Pierre de Celle ou encore Alain, fondateur de l'abbaye de Larrivour.
La légende raconte qu'en sa présence, en son palais épiscopal de Troyes, Bernard de Clairvaux opéra un miracle sur une fille courbée et si faible qu’elle ne pouvait se tenir debout.

### Carrière politique
Entre 1149 et 1152, il sert également d'ambassadeur au roi de France Louis VII le Jeune auprès de l'empereur Frédéric Barberousse.
En 1159, en tant qu'évêque diocésain, il prononce un jugement sur le mariage de Robert et de la fille de Hugues de Broyes. Il y eut appel au pape qui commit les évêques de Meaux et d'Amiens pour juger de l'appel sans pouvoir juger du fond, dont la connaissance appartenait à celui de Troyes. Il donna son témoignage comme présent à l'arrêt authentique qui régla les prétentions réciproques d'Alain de Larrivour, évêque d'Auxerre, et de Guillaume III, comte de Nevers, et beau-frère d'Henri car époux de sa sœur : Ide de Carinthie.
Il décède le 11 janvier 1169 et est inhumé dans l'église de l'abbaye de Boulancourt.